# Бернбург (район)
Бернбург (нем. Bernburg) — бывший район в Германии. Центр района — город Бернбург. Район входит в землю Саксония-Анхальт. Занимает площадь 413,63 км². Население 64 880 чел. Плотность населения 157 человек/км². В июне 2007 передан в состав нового района Зальцланд (район).
Официальный код района 15 1 53.
Район подразделяется на 24 общины.

## Города и общины
1. Кённерн (8 295)

### Объединения общин

#### Управление Бернбург
1. Бернбург (32 021)
2. Грёна (598)

#### УправлениеНинбург (Заале)
1. Бальберге (1 431)
2. Биндорф (868)
3. Кёрмиг (556)
4. Эдлау (503)
5. Гербиц (672)
6. Герлебог (344)
7. Латдорф (776)
8. Нойгаттерслебен (922)
9. Нинбург (4 449)
10. Пайссен (1 257)
11. Побциг (409)
12. Полей (667)
13. Пройслиц (781)
14. Ведлиц (427)
15. Виндорф (338)
16. Вольсдорф (527)

#### Управление Зале-Виппер
1. Альслебен (2 738)
2. Гюстен (4 161)
3. Ильберштедт (1 223)
4. Плёцкау (1 431)
5. Шакштедт (465)